# Lucijan Marija Škerjanc
Lucijan Marija Škerjanc (n. 17 decembrie 1900, Graz, Austro-Ungaria – d. 27 februarie 1973, Ljubljana, Republica Socialistă Slovenia, RSF Iugoslavia) a fost un compozitor, pedagog de muzică, dirijor, muzician și scriitor sloven. El a scris pentru o serie de instrumente muzicale, cum ar fi pianul, vioara și clarinetul. Stilul său artistic este o reflectare a romantismul târziu cu elemente expresioniste și impresioniste, în piesele sale, adesea cu un temperament artistic hiperbolic, îmbinând întunericul cu frazele melodioase.
Škerjanc se numără printre cei mai importanți compozitori mai vechi ai muzicii moderne slovene și este o personalitate cheie a muzicii slovene din secolul al XX-lea. Pentru munca sa, a primit de patru ori Premiul Prešeren. Din 6 decembrie 1949, a fost membru al Academiei Slovene de Științe și Arte.

## Biografie
Škerjanc s-a născut la Graz. A studiat la Ljubljana, Praga, Viena, Paris și Basel. A petrecut mulți ani predând compoziție la Academia de Muzică din Ljubljana, predând unor compozitori ca de exemplu Nada Ludvig-Pečar⁠(d), în această perioadă a fost o vreme cancelar (decan) al Academiei și pianist, dirijor, compozitor și director al Orchestrei Filarmonicii Slovene din capitală. Din 6 decembrie 1949, a fost membru al Academiei Slovene de Științe și Arte (Slovenska akademija znanosti in umetnosti, SAZU). Škerjanc a decedat la Ljubljana la 27 februarie 1973. 

## Lucrări
Škerjanc a fost liberal în atitudinea sa față de muzică și lucrările sale au fost în mai multe domenii artistice. Cu toate că este diversă din punct de vedere muzical, opera sa s-a concentrat pe compoziție, variind de la miniaturi pentru pian și solo-uri pentru începători până la concerte și simfonii. În afară de sonate, el a compus în special un ciclu de șapte nocturne, pe care mulți le consideră cea mai mare lucrare orientată spre pian, și șapte piese orchestrale, Gazele. Nu a compus doar pentru pian, ci și pentru vioară, clarinet și fagot. În timpul vieții sale, a scris și pentru compozitori internaționali și a compus muzica de film pentru o serie de filme produse în Iugoslavia.
Škerjanc a fost, de asemenea, critic muzical și scriitor despre muzică și este autorul a trei monografii despre compozitorii sloveni, a cinci manuale pedagogice și a unei cărți, Od Bacha do Šostakoviča, care înseamnă literalmente De la Bach la Șostakovici.

## Premii și comemorare

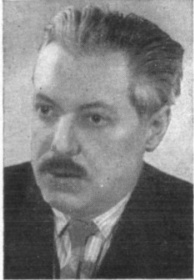
Lucijan Marija Škerjanc în 1949

Škerjanc a primit de patru ori Premiul Prešeren, în 1947 pentru Concertul său pentru vioară și orchestră (în slovenă Koncert za violino in orkester) și apoi din nou în 1948, 1950 și 1971. El a primit, de asemenea, premiul austriac Herder și ordinul francez al Palmelor Academice.
În 2001, el a fost comemorat prin apariția pe un timbru poștal al Sloveniei, cu un portret al său realizat de către Božidar Jakac,⁠(d) așezat pe manuscrisul poemului său simfonic Marenka.
În memoria compozitorului, din 1995, Conservatorul de muzică și balet din Ljubljana acordă Premiul Škerjančev o dată pe an (la 8 februarie) pentru realizările educatorilor muzicali sloveni.

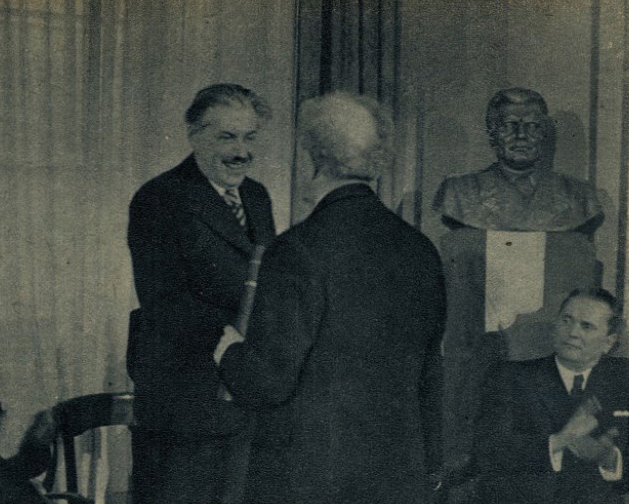
Lucijan Marija Škerjanc în 1949

## Lucrări
Orchestră
- Lirična uvertura (Uvertură lirică) pentru orchestră (1925)
- Concert pentru orchestră (1926)
- Slavnostna uvertura (Uvertură festivă) pentru orchestră (1932)
- Preludiu, arie și final pentru orchestră de coarde (1933)
- Simfonia nr. 1 (1933)
- "V onom cernom lese ..." pentru orchestră de coarde (1934)
- Jadransko morje (Marea Adriatică) pentru orchestră de coarde (1935)
- Suita v starem slogu (Suită în stil vechi) pentru orchestră de coarde (1935)
- Simfonia nr. 2 în si minor (1938)
- Suita nr.2 pentru orchestră de coarde (1940)
- Mařenka, poem simfonic coregrafic (1940)
- Simfonia nr. 3 (1941)
- Dramatična uvertura (Uvertură dramatică) pentru orchestră (1942)
- Simfonia nr. 4 în si major pentru orchestră de coarde (1942)
- Simfonia nr. 5 în fa minor pentru orchestră simfonică (1943)
- Notturno
- Gazele (Gazelles, Ghazels), ciclu de 7 poezii orchestrale după France Prešeren (1950)
- Suita nr.3, 9 piese pentru orchestră de coarde (1954)
- Mala suit (1956)
- Sinfonietta (Dixtuor) pentru coarde (1958)
- Problemi (1958)
- Sedem dvanajsttonskih fragmentov (7 fragmente în douăsprezece tonuri) pentru orchestră de coarde (1958)
- Svečana uvertura (Uvertura solemnă) pentru orchestră (1962)
- Zarje večerne (Zori de seară) pentru orchestră (1972)

Concertante
- Concertul pentru vioară și orchestră nr. 1 (1927)
- Concertul pentru pian și orchestră în la minor (1940)
- Concertul pentru vioară și orchestră nr.2 (1944)
- Fantazija (Fantezie) pentru pian și orchestră (1944)
- Koncertni allegro (Concert Allegro) pentru violoncel și orchestră (1947)
- Concertino pentru pian și orchestră de coarde (1949)
- Concertino pentru clarinet și orchestră (1949)
- Concert pentru fagot cu coarde și harpă (1952)
- Concert pentru harpă și orchestră de cameră (1954)
- Concert pentru clarinet cu coarde, percuție și harpă (1958)
- Koncertantna rapsodija (Concertant Rhapsody) pentru violă și orchestră (1959)
- Concertino pentru flaut și orchestră (1962)
- Concert pentru pian mâna stângă și orchestră (1963)

Muzică de cameră
- Cvartetul de coarde nr.1 (1917)
- Cvartetul de coarde nr.2 (1921)
- Cvartetul de coarde nr. 3 (1925)
- Cvintet de suflat (1925)
- Intermezzo romantic pentru vioară și pian (1934)
- Sonata pentru violoncel solo (1935)
- Cvartetul de coarde nr.4 (1935)
- Maestoso lugubre pentru trio cu pian (1935)
- Trio cu pian (1935)
- Trio pentru flaut, clarinet și fagot (1937)
- Dve bagateli (2 Bagateli) pentru vioară și pian (1941)
- Tri mladinske skladbe (Trei compoziții pentru tineret) pentru vioară (sau clarinet, trompetă, violoncel) și pian (1942)
- Cvartetul de coarde nr.5 (1945)
- Cvintet de coarde (1950)
- Duo pentru 2 viori (1952)
- Pet liričnih melodij în Capriccio (Cinci melodii lirice și Capriccio) pentru violoncel și pian (1953)
- Concerton pentru 4 violoncel (1954)
- Štiri ditirambične skladbe (4 piese ditirambice) pentru vioară și pian (1960)
- Sedem etud (7 studii) pentru violoncel solo (1961)
- Elegija (Elegie) pentru violă și pian

Claviatură
- Sonata pentru pian (publicată în 1956)
- Sonata nr.2 pentru pian (1925)
- Štiri klavirske skladbe (4 piese pentru pian) (1925)
- Deset mladinskih skladbic (Zece compoziții pentru tineret) pentru pian
- Pro memoria pentru pian (1927)
- Sedem nokturnov (7 Nocturne) pentru pian (1935)
- 24 diatoničnih preludijev (24 de preludii diatonice) (1936)
- 6 improvizacij (6 improvizații) pentru pian (1942)
- Preludiu și fuga în mi minor pentru orgă (1944)
- Varijacije brez teme (Variații fără temă) pentru pian (1944)
- Šest skladb za eno roko (6 piese pentru o mână) (1945); 3 piese pentru mana stanga, trei pentru dreapta
- Dvanajst preludijev (Doisprezece preludii) pentru pian (1954)

Vocale
- Vizija (Viziune), cântec solo pentru voce înaltă și pian (1918)
- Sonetni venec, Cantată pentru soliști, cor și orchestră (1949); cuvinte de France Prešeren
- De profundis pentru voce și orchestră de cameră
- opere corale
- 55 de cântece pentru voce și pian